# Ivanivka, Vinnîțea
Ivanivka (în ucraineană Іванівка) este localitatea de reședință a comunei Ivanivka din raionul Vinnîțea, regiunea Vinnița, Ucraina.

## Demografie
Componența lingvistică a localității Ivanivka
     Ucraineană (97,27%)
     Rusă (2,57%)
     Alte limbi (0,16%)
Conform recensământului din 2001, majoritatea populației localității Ivanivka era vorbitoare de ucraineană (97,27%), existând în minoritate și vorbitori de rusă (2,57%).